# Зола виносу

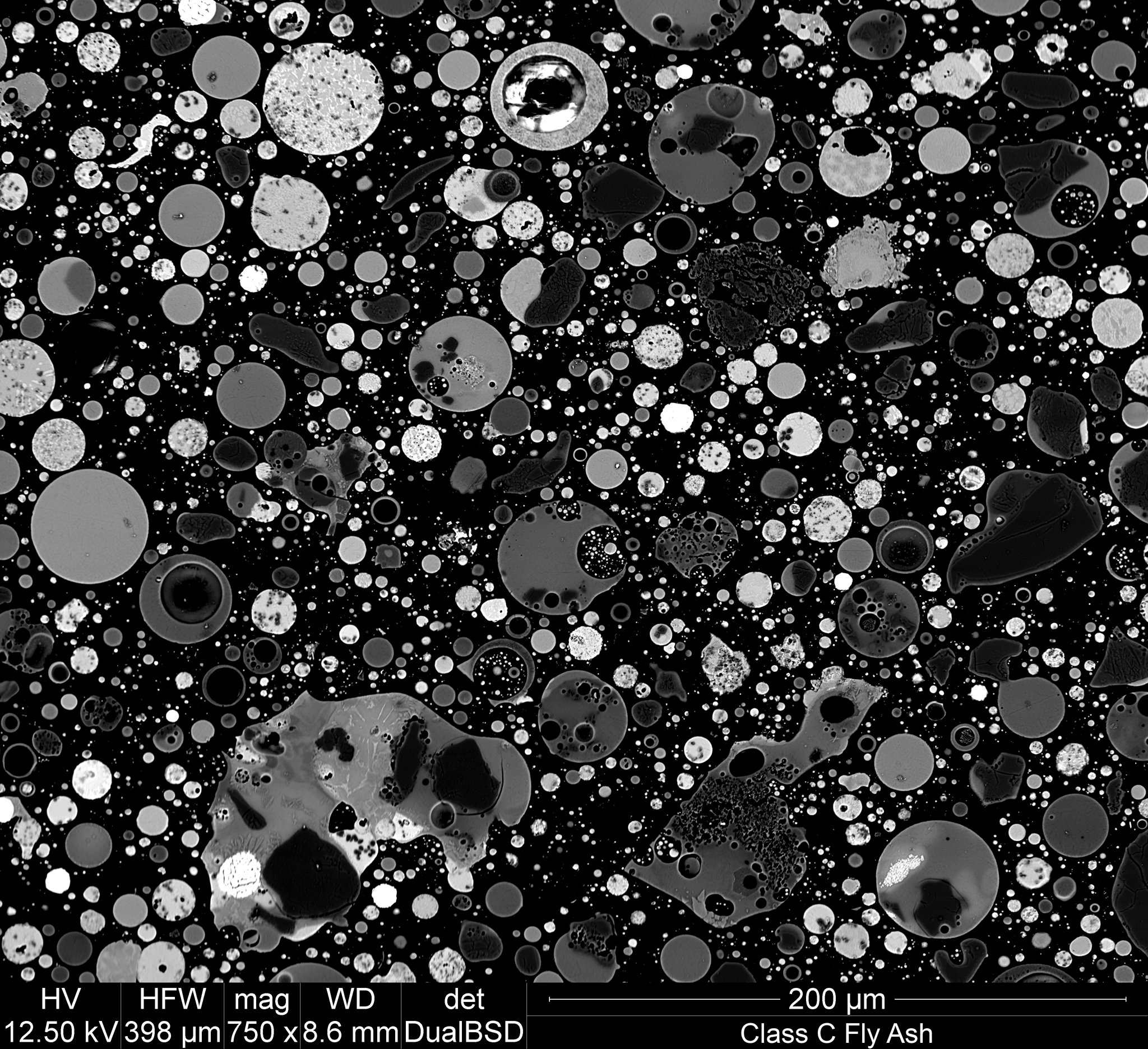
Зола виносу спалювання вугілля.

Зола́ ви́носу — зола сухого відбирання, у пилоподібному стані, яка утворюється в результаті спалювання твердого палива. Зола виносу утворюється як результат спалювання твердого палива, потім вона вловлюється електрофільтрами і в сухому стані її відбирають за допомогою золовідбірника на виробничі потреби. В іншому випадку вона йде зі шлаком і водою на золовідвал.

## Застосування
Являє собою тонкодисперсний матеріал з дуже дрібними частинками, що дозволяє використовувати її без додаткового помелу.
- Для того щоб поліпшити властивості важких бетонів. Зола виносу використовується при виготовленні як збірних залізобетонних конструкцій, так і монолітних. Зола виносу використовується в трьох напрямках: замість частини піску, як самостійний компонент (активний мікронаповнювач) і замість частини цементу.
- При виробництві легких бетонів. При підготовці основи автодоріг використовуються малоцементні бетони. Зола виносу також використовується в шлакосилікатних бетонах, які застосовують для ремонту доріг, аеродромів, мостів, а також при влаштуванні підлог, стійких до кислоти, в хімічних цехах, тваринницьких комплексах, металургійних виробництвах, які працюють з агресивними середовищами.
- Введення золи виносу в пінобетонну суміш для підвищення агрегативной стійкості суміші в період між початком і закінченням схоплювання цементного тіста. Таким чином, запобігає переміщення компонентів і попереджається негативний вплив на формування структури.

## Інтернет-ресурси
- Evaluation of Dust Exposures at Lehigh Portland Cement Company, Union Bridge, MD, a NIOSH Report, HETA 2000-0309-2857
- Determination of Airborne Crystalline Silica Treatise by NIOSH
- «Coal Ash: 130 Million Tons of Waste» [Архівовано 9 вересня 2013 у Wayback Machine.] 60 Minutes (Oct. 4, 2009)